# Sankt-Hedwigs-Kathedrale
Sankt-Hedwigs-Kathedrale er en romersk-katolsk katedral beliggende på Bebelplatz i Berlin, Tyskland. 
Katedralen blev bygget i det 18. århundrede af den daværende konge af Preussen og blev indviet i 1773. Den har navn efter skytsenglen for Schlesien og Brandenburg, Hedwig af Andechs. Kirken brændte totalt ned i 1943 under luftbombardementerne mod Berlin og blev genopført 1952-1963.